# Cindy Sember
Cynthia „Cindy“ Nonyelum Sember (* 5. August 1994 in Ypsilanti, Michigan als Cindy Ofili) ist eine britische Hürdenläuferin US-amerikanischer Herkunft, die sich auf die 100-Meter-Distanz spezialisiert hat und aktuell Inhaberin des Landesrekordes ist.

## Sportliche Laufbahn
Erste internationale Erfahrungen sammelte Cindy Sember im Jahr 2015, als sie bei den Weltmeisterschaften in Peking bis in das Halbfinale gelangte und dort mit 12,91 s ausschied. Im Jahr darauf nahm sie an den Olympischen Spielen in Rio de Janeiro teil und erreichte dort das Finale, in dem sie mit 12,63 s als Vierte knapp eine Medaille verpasste. 2019 gelangte sie bei den Weltmeisterschaften in Doha erneut bis ins Halbfinale und schied diesmal mit 12,95 s aus. 2020 siegte sie beim P-T-S Meeting in 12,99 s und wurde bei der Doha Diamond League in 13,02 s Dritte. Im Jahr darauf gewann sie dann bei den Halleneuropameisterschaften in Toruń in 7,89 s die Silbermedaille über 60 Meter Hürden hinter der Niederländerin Nadine Visser. Mitte April siegte sie in 12,57 s bei den Drake Relays und siegte im Mai in 13,28 s beim Auftakt der Diamond League beim British Grand Prix und siegte dann im Juli in 12,69 s bei den Anniversary Games. Daraufhin nahm sie an den Olympischen Sommerspielen in Tokio teil und schied dort mit 12,76 s im Halbfinale aus. Anfang September siegte sie dann in 13,01 s beim Meeting Città di Padova.
2022 wurde sie beim Meeting de Paris in 12,73 s Dritte und erreichte anschließend bei den Weltmeisterschaften in Eugene das Finale, in dem sie in windunterstützten 12,38 s auf den fünften Platz gelangte. Daraufhin gewann sie bei den Commonwealth Games in Birmingham in 12,59 s die Bronzemedaille hinter der Nigerianerin Tobi Amusan und Devynne Charlton von den Bahamas, ehe sie bei den Europameisterschaften in München mit 13,16 s auf dem achten Platz landete. Im Jahr darauf schied sei bei den Weltmeisterschaften in Budapest mit 12,97 s im Halbfinale aus. 2024 belegte sie bei den Hallenweltmeisterschaften in Glasgow in 7,92 s den siebten Platz über 60 Meter Hürden. Im Juli wurde sie bei den Europameisterschaften in Rom in 12,56 s Vierte und anschließend siegte sie in 12,76 s beim Meeting Madrid. Im August kam sie bei den Olympischen Sommerspielen in Paris im Halbfinale nicht ins Ziel.
In den Jahren 2019 und 2020 sowie von 2022 bis 2024 wurde Sember britische Meisterin im 100-Meter-Hürdenlauf sowie 2019 und 2024 auch Hallenmeisterin über 60 Meter Hürden.

## Persönliche Bestzeiten
- 100 m Hürden: 12,50 s (+0,9 m/s), 24. Juli 2022 in Eugene (britischer Rekord)
  - 60 m Hürden (Halle): 7,89 s, 12. März 2016 in Birmingham

## Persönliches
Die Tochter eines Nigerianers und einer Britin wuchs in den Vereinigten Staaten auf. Ihre sieben Jahre ältere Schwester Tiffany Porter ist ebenfalls Weltklassehürdenläuferin. Seit 2021 startet sie unter dem Namen Sember.